# Bob Belden
James Robert Belden (Evanston (Illinois), 31 de octubre de 1956 – New York City. 20 de mayo de 2015) fue un saxofonista, arreglista, compositor, productor y líder de banda estadounidense. Como compositor, es conocido por su premiada grabación, Black Dahlia (2001). Como productor, se le asoció con las remasterizaciones de las grabaciones de Miles Davis con Columbia Records.

## Biografía
Aunque nació en Evanston (Illinois), creció en Charleston (Carolina del Sur) en el suburbio de Goose Creek. Tuvo un breve paso en la Universidad de Carolina del Sur aunque allí conoció al compositor Jay Knowles que le introdujo en la música de Gil Evans. A partir de allí, estudió saxofón y composición en la Universidad del Norte de Texas antes de unirse a la banda de Woody Herman.
Grabó su primer disco Treasure Island en 1990. A este le siguieron una serie de álbumes con arreglos teñidos de jazz de canciones pop contemporáneas que culminaron con "Black Dahlia" en 2001. En 2008, arregló y produjo Miles from India, una fusión inspirada en los sonidos el mundo con base en las composiciones de Miles Davis. Con ello, pudo unir a pupilos de Davis con músicos de la India. Aparte de su trabajo como arreglista, compositor y director, Belden tuvo muchas colaboraciones como "Lou's Blues" de Lou Marini y la Magic City Jazz Orchestra.
Algunos de sus trabajos recibieron un Premio Grammy. A principios de 2015, Belden se convirtió en el primer músico estadounidense en 35 años en actuar en Irán.
Belden murió de unatauqe la corazón el 20 de mayo de 2015 en el Lenox Hill Hospital en Manhattan.

## Discografía

### Como líder
- Treasure Island (Sunnyside, 1990)
- La Cigale (Sunnyside, 1990)
- Straight to My Heart: The Music of Sting (Blue Note, 1991)
- When the Doves Cry: The Music of Prince (Metro Blue, 1994)
- Shades of Blue (Blue Note, 1996)
- Bob Belden Presents: Strawberry Fields (Blue Note, 1996)
- Tapestry – The Blue Note Cover Series (Blue Note, 1997)
- Black Dahlia (Blue Note, 2001)
- Three Days of Rain (Sunnyside, 2006)

Con Tim Hagans y Animation
- Re-Animation Live! (Blue Note, 1999)
- Animation - Imagination (Blue Note, 1999)
- Agemo (RareNoise, 2011)
- Asiento (RareNoise, 2011)
- Transparent Heart (RareNoise, 2012)
- Machine Language (RareNoise, 2015)

Como director
- The Turning Point, McCoy Tyner Big Band (Verve, 1991)
- Journey, McCoy Tyner Big Band (Verve, 1993)
- 100 Years of Latin Love Songs, Paquito D'Rivera (Heads Up, 1998)

### Con otros
- Incognito – Beneath the Surface, New York City Horns (Talkin' Loud, 1996)
- Mysterious Shorter, Nicholas Payton, Sam Yahel, John Hart, Billy Drummond (Chesky, 2006)